# Reed College
Reed College é uma escola privada de artes, localizada em Portland, Oregon. Fundada em 1908, a Reed é uma faculdade residencial com campus no bairro de Eastmoreland, com arquitetura de estilo Tudor - gótico, e uma reserva natural de cânion florestal em seu centro.
Referida como uma das "faculdades mais intelectuais do país", a Reed é conhecida por seu programa obrigatório de humanidades no primeiro ano, teses de conclusão de curso, política progressista, falta de ênfase nas notas, rigor acadêmico, deflação de notas e proporção incomumente alta de graduados que obtêm doutorados e outros graus de pós-graduação. A faculdade tem muitos ex-alunos proeminentes, incluindo mais de cem Fulbright Scholars, 67 Watson Fellows e três Churchill Scholars; seus 32 Rhodes Scholars são a segunda maior contagem para uma faculdade de artes liberais. Reed está em quarto lugar nos Estados Unidos para todas as instituições de ensino superior pela porcentagem de seus graduados que obtêm um Ph.D., depois de CalTech, Harvey Mudd e Swarthmore College.

## Programa acadêmico
Reed categoriza seu programa acadêmico em cinco divisões e o programa de Humanidades. No geral, a Reed oferece cinco cursos de Humanidades, vinte e seis cursos de departamento, doze cursos interdisciplinares, seis programas de graduação dupla com outras faculdades e universidades e programas para estudantes pré-médicos e pré-veterinários.

### Divisões
- Divisão de Artes: inclui os Departamentos de Arte (História da Arte e Arte de Estúdio), Dança, Música e Teatro;
- Divisão de História e Ciências Sociais: inclui os Departamentos de História, Antropologia, Economia, Ciência Política e Sociologia, bem como o Programa de Estudos de Políticas Internacionais e Comparadas;
- Divisão de Literatura e Idiomas: inclui os Departamentos de Clássicos, Chinês, Inglês, Francês, Alemão, Russo e Espanhol, bem como os Programas de Escrita Criativa e Literatura Geral;
- Divisão de Matemática e Ciências Naturais: inclui os Departamentos de Matemática, Biologia, Química e Física, e
- Divisão de Filosofia, Religião, Psicologia e Lingüística: inclui os Departamentos de Filosofia, Religião, Psicologia e Lingüística.[8]

## Ex-alunos notáveis
Entre seus alunos, já estiveram, o co-fundador da Wikipédia, Larry Sanger e o fundador da Apple, Steve Jobs.